# Gudur, Gangawati
Gudur là một làng thuộc tehsil Gangawati, huyện Koppal, bang Karnataka, Ấn Độ.